# True Things
True Things (bra: Coisas Verdadeiras) é um filme de drama psicológico britânico dirigido por Harry Wootliff a partir de um roteiro que ela co-escreveu com Molly Davies, baseado no romance de 2010 True Things About Me de Deborah Kay Davies. É estrelado por Ruth Wilson e Tom Burke.
O filme teve sua estreia mundial no 78º Festival Internacional de Cinema de Veneza em 4 de setembro de 2021 e foi lançado nos cinemas no Reino Unido em 1º de abril de 2022 pela Picturehouse Entertainment. Recebeu avaliações positivas dos críticos.

## Elenco
- Ruth Wilson como Kate
- Tom Burke como Blond
- Hayley Squires como Alison
- Elizabeth Rider como Mãe
- Frank McCusker como Pai
- Ann Firbank como Nan
- Tom Weston-Jones como Rob

## Recepção
No Rotten Tomatoes, o filme detém um índice de aprovação de 81% com base em 68 críticas, com nota média de 6,7/10. O consenso dos críticos do site diz: "Elevado pela química magnética de suas estrelas, True Things extrai um drama complexo e dirigido por personagens de um romance imprudente".